# Dolor y gloria
Dolor y gloria és una pel·lícula espanyola del 2019 escrita i dirigida per Pedro Almodóvar i protagonitzada per Antonio Banderas, Asier Etxeandia, Leonardo Sbaraglia, Nora Navas i Julieta Serrano, amb la col·laboració especial de Penélope Cruz. Ambientada a València i Madrid.
Segons Almodóvar, Dolor i Glòria suposa el tancament d'una trilogia de la qual també formen part La ley del deso (1987) i La mala educación (2004). Totes elles protagonitzades per personatges masculins que són directors de cinema i en què el tema central són el desig i la ficció. Aquest film espanyol és un projecte molt personal. Segons ha explicat Almodóvar, és un projecte que «parla de la creació, cinematogràfica i teatral, i de la impossibilitat de separar la creació de la pròpia vida».
La pel·lícula va ser seleccionada per representar Espanya en la categoria de millor pel·lícula internacional de la 92.ª edició dels Premis Óscar. Ha estat escollida com la millor pel·lícula de 2019 per la revista Time.

## Sinopsi
En Salvador Mallo (Antonio Banderas) és un aclamat director de cinema en hores baixes. Els seus records el porten a la seva infància al poble valencià de Paterna, als anys 60, amb els seus pares, als seus primers amors, el seu primer desig, la mare, la mortalitat, el seu primer amor adult ja al Madrid dels anys 80, el dolor de quan va acabar aquest amor quan encara estava viu, l'escriptura com l'única teràpia per oblidar l'inoblidable, el primerenc descobriment del cinema i l'incommensurable buit davant la impossibilitat de continuar filmant.

## Producció
Pedro Almodóvar confirmaria que el punt de partida en l'escriptura del guió de Dolor i Glòria hauria estat la seva pròpia vida, constituint el film com una autoficció. El rodatge de la pel·lícula tindria lloc al llarg de 44 dies entre Madrid i la Comunitat Valenciana durant els mesos d'agost i setembre de 2018, tal com el productor Agustín Almodóvar comunicaria a través del seu perfil de Twitter el 15 de setembre. Com en treballs anteriors deL cineasta, el compositor Alberto Iglesias seria l'encarregat de la composició de la banda sonora original de la pel·lícula. La primera col·laboració d'aquest, va ser a La flor de mi secreto (1995) i el van seguir, entre d'altres, Carne trémula (1997), Hable con ella (2002) i Volver (2006).
Novament, la fotografia de la pel·lícula la signa José Luis Alcaine, col·laborador de Pedro Almodóvar en molts dels seus films, entre ells La piel que habito (2011), La mala educación (2004), ¡Átame! (1989) o Mujeres al borde de un ataque de nervios (1988)
El 22 de març de 2019 es va estrenar a les sales de cinemes d'Espanya i diversos països d'Hispanoamèrica. A més, des del 12 de juliol 2019 els usuaris de Netflix Espanya i diversos països d'Hispanoamèrica podrien veure aquesta pel·lícula a través de la plataforma.
El 4 d'octubre de 2019 es va estrenar a les sales de cinema dels Estats Units i el Canadà, entre altres països. El 8 de novembre de 2019 s'estrenà a Netflix d'aquests països, entre d'altres.

## Crítiques
"Dolor i glòria és una història dura i emotiva, poderosa i intimista a la vegada, que aborda qüestions com la degradació física, la vellesa, la relectura i resignificació de diferents moments clau de la vida personal (des de les experiències inicials de la infància fins a la forma de tractar la mort de la mare) i la possibilitat de retrobar-se amb els altres i amb un mateix ".
L'escena final, l'honestedat com a narrador, el domini de les transicions temporals en un flux discontinu que dota la cinta d'una perfecta harmonia interna ... La nostra crítica Beatriz Martínez només ha trobat una pega: "Que algú intenti buscar-li fallades a una pel·lícula rodona ".

## Repartiment
- Antonio Banderas (Salvador Mallo)
- Penélope Cruz (mare de jove)
- Raúl Arévalo (pare)
- Leonardo Sbaraglia (Federico)
- Asier Etxeandia (Alberto Crespo)
- Kiti Mánver
- Cecilia Roth (Zulema)
- Pedro Casablanc
- Nora Navas (Mercedes)
- Susi Sánchez
- Julieta Serrano (mare de gran)
- Julián López González
- Paqui Horcajo
- Rosalía
- Marisol Muriel
- César Vicente
- Asier Flores (Salvador de nen)
- Neus Alborch

## Premis i Nominacions
34ª edició dels Premios Goya
| Categoría                         | Nominados                                  | Resultado  |
| --------------------------------- | ------------------------------------------ | ---------- |
| Millor pel·lícula                 | Millor pel·lícula                          | Guanyadora |
| Millor direcció                   | Pedro Almodóvar                            | Guanyadora |
| Millor actor                      | Antonio Banderas                           | Guanyadora |
| Millor actriu                     | Penélope Cruz                              | Nominada   |
| Millor guió original              | Pedro Almodóvar                            | Guanyador  |
| Millor actor de repart            | Asier Etxeandía                            | Nominat    |
| Millor actor de repart            | Leonardo Sbaraglia                         | Nominat    |
| Millor actriu de repart           | Julieta Serrano                            | Guanyadora |
| Millor direcció de producció      | Toni Novella                               | Nominat    |
| Millor muntatje                   | Teresa Font                                | Guanyadora |
| Millor música original            | Alberto Iglesias                           | Guanyadora |
| Millor fotografia                 | José Luis Alcaine                          | Nominat    |
| Millor direcció artística         | Antxón Gómez                               | Nominat    |
| Millor disseny de vestuari        | Paola Torres                               | Nominada   |
| Millorr maquillatje i perruquería | Ana Lozano Sergio Pérez Berbel Montse Ribé | Nominats   |
| Millor so                         | Sergio Bürmann Pelayo Gutiérrez Marc Orts  | Nominat    |

Medalles del Círculo de Escritores Cinematográficos de 2019
| Categoría                | Nominados         | Resultado  |
| ------------------------ | ----------------- | ---------- |
| Millor pel·lícula        | Millor pel·lícula | Guanyadora |
| Millor director          | Pedro Almodóvar   | Guanyador  |
| Millor actor             | Antonio Banderas  | Guanyador  |
| Millor actriu secundària | Julieta Serrano   | Nominada   |
| Millor actriu secundària | Penélope Cruz     | Nominada   |
| Millor actor secundari   | Asier Etxeandía   | Nominat    |
| Millor fotografia        | José Luis Alcaine | Nominado   |
| Millor música            | Alberto Iglesias  | Guanyadora |
| Millor guió original     | Pedro Almodóvar   | Guanyador  |
| Millor muntatje          | Teresa Font       | Nominada   |

64.ª edición de los Premis Sant Jordi
| Categoría                                           | Nominados                                           | Resultado  |
| --------------------------------------------------- | --------------------------------------------------- | ---------- |
| Millor actor en pel·lícula espanyola                | Antonio Banderas                                    | Guanyador  |
| Rosa de Sant Jordi a la millor pel·lícula espanyola | Rosa de Sant Jordi a la millor pel·lícula espanyola | Guanyadora |

7.ª edición de los Premis Feroz
| Categoría                 | Nominados                 | Resultado  |
| ------------------------- | ------------------------- | ---------- |
| Millor pel·lícula - Drama | Millor pel·lícula - Drama | Guanyadora |
| Millor direcció           | Pedro Almodóvar           | Guanyador  |
| Millor actor              | Antonio Banderas          | Guanyador  |
| Millor guió               | Pedro Almodóvar           | Guanyador  |
| Millor actriu de repart   | Julieta Serrano           | Guanyadora |
| Millor actriu de repart   | Penélope Cruz             | Nominada   |
| Millor actor de repart    | Asier Etxeandía           | Nominat    |
| Millor actor de repart    | Leonardo Sbaraglia        | Nominado   |
| Millor música original    | Alberto Iglesias          | Guanyadora |
| Millor tráiler            | Jorge Luengo              | Nominat    |

Premis Cinematográficos José María Forqué
| Categoría                                       | Nominados                                       | Resultado |
| ----------------------------------------------- | ----------------------------------------------- | --------- |
| Millor llargmetratje de ficció i/o animació     | Millor llargmetratje de ficció i/o animació     | Nominada  |
| Millor interpretació masculina-Antonio Banderas | Millor interpretació masculina-Antonio Banderas | Guanyador |

92.ª edición de los premis Óscar
| Categoría                       | Nominados                       | Resultado |
| ------------------------------- | ------------------------------- | --------- |
| Millor pel·lícula internacional | Millor pel·lícula internacional | Nominada  |
| Millor actor                    | Antonio Banderas                | Nominat   |

77.ª edición de los premios Globos de Oro
| Categoría                               | Nominados                               | Resultado |
| --------------------------------------- | --------------------------------------- | --------- |
| Millor pel·lícula en llengua no anglesa | Millor pel·lícula en llengua no anglesa | Nominada  |
| Millor actor - Drama                    | Antonio Banderas                        | Nominat   |

73.ª edición de los premios BAFTA
| Categoría                                        | Nominados                                        | Resultado |
| ------------------------------------------------ | ------------------------------------------------ | --------- |
| BAFTA a la millor pel·lícula de parla no anglesa | BAFTA a la millor pel·lícula de parla no anglesa | Nominada  |

45ª ceremonia de los Premios César
| Categoría                               | Nominados                               | Resultado |
| --------------------------------------- | --------------------------------------- | --------- |
| César a la millor pel·lícula estrangera | César a la millor pel·lícula estrangera | Nominada  |

32ª ceremonia de los Premis Cine Europeo
| Categoría                                             | Nominados                                             | Resultado |
| ----------------------------------------------------- | ----------------------------------------------------- | --------- |
| Premi del Cine Europeu a la millor pel·lícula europea | Premi del Cine Europeu a la millor pel·lícula europea | Nominada  |

Festival de Màlaga Cine en Español
| Categoría                                     | Nominados                                     | Resultado |
| --------------------------------------------- | --------------------------------------------- | --------- |
| Nominada a Biznaga de Oro a millor pel·lícula | Nominada a Biznaga de Oro a millor pel·lícula | Nominada  |

Els Premis Platí del Cinema Iberoamericà són uns guardons creats per l'Entitat de Gestió de Drets dels Productors Audiovisuals (EGEDA) en col·laboració amb la Federació Iberoamericana de Productors Cinematogràfics i Audiovisuals (FIPCA), les Acadèmies de Cinema iberoamericanes, Latin Artist i el suport dels Instituts de Cinema, per reconèixer als professionals de la indústria cinematogràfica iberoamericana, que comprèn nacionalitats europees, sud-americanes, nord-americanes i caribenyes. Per a això, la versió original del film ha de ser en castellà i en portuguès.
Dolor i glòria en els Premis Platí 2020:
Millor Pel·lícula Iberoamericana de Ficció
Millor Direcció: Pedro Almodóvar
Millor Guió: Pedro Almodóvar
Millor Música Original: Alberto Iglesias
Millor Interpretació Masculina: Antonio Banderas
Millor Direcció d'Art: Teresa Font
'Dolor i Glòria', guardonada en els Premis Ariel com a 'Millor Pel·lícula Iberoamericana'

La pel·lícula va ser guardonada en la categoria de 'Millor Pel·lícula Iberoamericana' a la 62 edició dels Premis Ariel organitzats per l'Acadèmia Mexicana de Cinematografia a 2020.